# Dăbăcești
Dăbăcești a fost o localitate de pe teritoriul României și reședința județului Jaleș.

## Etimologie
Anumite surse amintesc pe boierii Dăbăcești, de la care probabil își trage numele și localitatea.

## Localizare
Există păreri că Dăbăcești se afla fie pe raza actualei localități Runcu,, fie Brădiceni, fie Arcani.